# Јакупчовице на Одри
Јакупчовице на Одри (чеш. Jakubčovice nad Odrou) је насељено мјесто са административним статусом сеоске општине (чеш. obec) у округу Нови Јичин, у Моравско-Шлеском крају, Чешка Република.

## Становништво
Према подацима о броју становника из 2014. године насеље је имало 648 становника.